# Zahorivka, Mena
Zahorivka (în ucraineană Загорівка) este un sat în comuna Kukovîci din raionul Mena, regiunea Cernihiv, Ucraina.

## Demografie
Componența lingvistică a localității Pameat Lenina
     Ucraineană (98,4%)
     Alte limbi (1,06%)
Conform recensământului din 2001, majoritatea populației localității Zahorivka era vorbitoare de ucraineană (98,4%), existând în minoritate și vorbitori de alte limbi.